# Arabian Business
 (mai 2022).
Arabian Business est un magazine d'affaires hebdomadaire publié à Dubaï et en se concentrant sur le Moyen-Orient. Le magazine est destiné aux communautés anglophones et arabophones et est publié dans les deux langues.

## La société
Fondée en 2000, Arabian Business appartient au groupe américain BPA Worldwide. Arabian Business International, également connu sous le nom de magazine ABI, est un magazine international vendu à travers le monde, y compris la Chine, la France, l'Italie, la Russie, Singapour, Afrique du Sud, l'Espagne, le Royaume-Uni et aux États-Unis. Il est le premier magazine du monde arabe imprimé et distribué à l'échelle mondiale. 
Composée d'une équipe de plus de 40 journalistes dans des secteurs aussi variés que la banque et la finance ou encore les loisirs, le magazine, notamment  grâce à son site internet ArabianBusiness.com veut offrir à la communauté d'affaires du Moyen-Orient, des analyses, des opinions et des enquêtes sur le monde des affaires, l’économie et la politique actuelle. Avec plus de 1,4 million d'utilisateurs uniques, il est l'un des magazines les plus influents de la région. 
Le magazine a compté parmi ses chroniqueurs Andrew Neil (en 2009), ancien rédacteur en chef du Sunday Times et Piers Morgan, ancien rédacteur en chef du Daily Mirror et de News of the World.
Pour la période d'octobre à décembre 2007, le magazine a été tiré a 20.468 exemplaires. La circulation contrôlée de l'hebdomadaire était de 23.106 magazines tirés pour les six derniers mois de 2011. Pour la période de juillet-décembre 2012, le tirage de l'hebdomadaire était 23.352 copies.